# Puente ferroviario del río Aguapey
El puente ferroviario del río Aguapey es un puente ferroviario de Argentina del Ferrocarril General Urquiza que cruza el río Aguapey conectando las ciudades de La Cruz y Alvear

## Arquitectura
El puente tiene una longitud de 1260 metros.